# Wartościowanie zachłanne
Wartościowanie zachłanne, wartościowanie gorliwe (ang. eager evaluation) – strategia wyznaczania wartości argumentów funkcji przed jej wywołaniem.
Zaletą tego podejścia jest możliwość określenia kolejności wykonywania obliczeń, wadą – konieczność wykonania czasochłonnych obliczeń nawet w sytuacji, kiedy mogą się okazać niepotrzebne.